# Thomas Green (Kanute)
Thomas Green, OAM (* 3. Juni 1999 in Queensland) ist ein australischer Kanute.

## Karriere
Thomas Green gewann 2020 seine ersten australischen Meisterschaften, nachdem er in den Jahren zuvor im Juniorenbereich zahlreiche Titel und Medaillen gesammelt hatte. So wurde er unter anderem 2019 im Einer-Kajak und im Vierer-Kajak U23-Weltmeister. Bei den 2021 ausgetragenen Olympischen Spielen in Tokio trat er in zwei Wettbewerben an. Im Einer-Kajak gelang ihm auf der 1000-Meter-Strecke nach Rang zwei im Vorlauf und Rang drei im Halbfinale der Einzug in den Finallauf, in dem er jedoch mit einer Zeit von 3:28,360 Minuten knapp sechs Sekunden hinter den Medaillenplätzen blieb und den siebten Platz belegte. Erfolgreicher verlief der Wettbewerb im Zweier-Kajak über dieselbe Distanz. Zusammen mit Jean van der Westhuyzen gewann er sowohl seinen Vor- als auch seinen Halbfinallauf und qualifizierte sich für den Endlauf. Diesen beendeten sie nach 3:15,280 Minuten auf dem ersten Platz, vor den Deutschen Max Hoff und Jacob Schopf sowie Josef Dostál und Radek Šlouf aus Tschechien, womit sie Olympiasieger wurden und die Goldmedaille gewannen. Ein Jahr darauf belegte Green in Dartmouth bei den Weltmeisterschaften mit Jean van der Westhuyzen im Zweier-Kajak über 500 Meter den dritten Platz. Bei den Olympischen Spielen 2024 in Paris gewann Green mit Jean van der Westhuyzen im Zweier-Kajak über 500 Meter die Bronzemedaille. Im Einer-Kajak über 1000 Meter erreichte er nur das B-Finale und schloss dieses als Neunter auf dem letzten Platz ab, sodass er insgesamt Rang 17 belegte.